# Kolonia dla bezrobotnych na Kopaninie w Poznaniu
Kolonia dla bezrobotnych na Kopaninie (także: Kolonia dla bezrobotnych na Górczynie) – kwartał zabudowy zlokalizowany w Poznaniu, na Kopaninie, przy ul. Kopanina.

## Historia
Zespół zaprojektowano i wybudowano w 1937. Ze wszystkich stron, oprócz ulicy, otaczały go ogrody działkowe, wyraźnie wydzielając go z sąsiedztwa. Osiedle tworzyły cztery rzędy baraków mieszkalnych (po trzy w rzędzie) stojących równolegle do siebie. Oprócz tego w równoległych rzędach stały zabudowania gospodarcze i toalety zewnętrzne. Około ⅓ obszaru kolonii zajmowały przestrzenie wspólne, w tym dwa boiska, i zieleń (niezależna od ogrodów działkowych). 
Po II wojnie światowej osiedle uległo całkowitej degradacji, przestały istnieć wspólne urządzenia oraz ogrody działkowe, a substancja mieszkaniowa popadła w zaniedbanie.

## Sąsiedztwo
W pobliżu znajdują się: Staw Baczkowski, stacja Poznań Górczyn i ul. Głogowska.